# 罗伊娜·戴维斯
罗伊娜·戴维斯（英語：Rowena Davis，1964年或1965年—），新西兰女子竞技体操运动员。她曾代表新西兰参加1978年英联邦运动会体操比赛，获得女子团体全能铜牌和女子个人全能第9名。